# Equazione di Eulero-Poisson-Darboux
In matematica, l'equazione di Euler–Poisson–Darboux, il cui nome si deve a Leonhard Euler, Siméon-Denis Poisson e Gaston Darboux, è l'equazione differenziale alle derivate parziali:
{\displaystyle L(a,b)f=\left(\partial _{x}\partial _{y}-{\frac {a-b}{x-y}}\partial _{x}+{\frac {a(b-1)}{(x-y)^{2}}}\right)f(x,y)=0\qquad a+b<1}
con {\displaystyle a,b\in \mathbb {R} } e {\displaystyle \partial _{x}}, {\displaystyle \partial _{y}} le derivate parziali della funzione incognita {\displaystyle f} rispetto alle sue variabili {\displaystyle x} e {\displaystyle y}.
Si tratta di un'equazione che gioca un ruolo importante nella soluzione dell'equazione delle onde.